# Мезотеліома
Злоякісна мезотеліома — злоякісна пухлина, яка виникає при злоякісній трансформації мезотеліальних клітин грудної та черевної порожнин, перикарду, серозної оболонки яєчка. Серед усіх первинних випадків злоякісної мезотеліоми пухлина плеври становить 88,8 % від усіх випадків, очеревини — 9,6 %, перикарду — 0,7 % Уперше мезотеліому описав у 1767 році Ж. Льєто. Більш ніж 80 % випадків злоякісної мезотеліоми спричинені контактом з азбестом.

## Епідеміологія
За оцінками дослідників, незважаючи на те, що рівень поширеності мезотеліоми зростає, вона залишається рідкісною пухлиною. Рівень захворюваності на рік у різних країнах варіює від найнижчого рівня менш ніж 1 на мільйон жителів у Тунісі та Марокко до найвищого показника 30 випадків на мільйон жителів у Великій Британії, Австралії та Бельгії. В Україні у 2001—2011 роках було зареєстровано 2645 випадків мезотеліоми із середньорічним рівнем захворюваності населення у чоловіків 0,60, а жінок жінки — 0,31 на 100 тисяч усього населення на рік, що було нижчим, ніж середньосвітовий показник, який складав від 7 до 40 на мільйон населення в промислово розвинутих країнах, а у всьому світі оцінювався в 1-6 на мільйон населення. У всьму світі мезотеліома частіше зустрічається у чоловіків, ніж у жінок; пік захворюваності припадає на вік після 50 років; у дітей мезотеліома зустрічається вкрай рідко, лише 2 % від усіх злоякісних пухлин дитячого віку.

## Етіологія
Основним етіологічним чинником розвитку мезотеліоми є контакт з азбестом, більш ніж 80 % випадків злоякісної мезотеліоми спричинені контактом з азбестом. За оцінками, навіть родичі осіб, які працюють з азбестом, мають вищий ризик захворіти мезотеліомою через контакт із азбестом на шкірі та волоссі особи, яка працює з цією речовиною.

## Класифікація
Мезотеліому класифікують за локалізацією, за якю мезотеліома поділяється на мезотеліому плеври, мезотеліому очеревини, мезотеліому перикарду та мезотеліому яєчка. За гістологічною класифікацією мезотеліому поділяють на епітеліальну, саркомоподібну, десмопластичну, біфазну (яка має поєднання ознак епітеліальної та саркомоподібної форм пухлини) і локалізовану (або вузлову); а також дуже рідкісні гістологічні форми пухлини — доброякісну диференційовану папілярну мезотеліому й аденоматозну мезотеліому. За ступенем злоякісності мезотеліому поділяють на високо-, помірно- і низькодиференційовану форми пухлини.

## Клінічна симптоматика
Найчастішими симптомами мезотеліоми є больовий синдром, похудіння, при мезотеліомі плеври спостерігається також задишка, ексудативний плеврит, гарячка, біль у грудній клітці. При мезотеліомі черевної порожнини часто спостерігається асцит, спостерігаються також втрата ваги, гарячка, зниження апетиту, нудота, запор. При мезотеліомі перикарду спостерігаються ознаки перикардиту, серцевої недостатності, тампонади серця, біль у грудній клітці. При мезотеліомі яєчка спостерігається набряк ділянки яєчка. Злоякісна мезотеліома може метастазувати в лімфатичні вузли, печінку, головний мозок.

## Діагностика
Для діагностики мезотеліоми плеври первинною діагностичною процедурою є рентгенографія грудної клітки, для уточнення діагнозу проводиться також комп'ютерна томографія грудної клітки, цитологічне дослідження плеврального ексудату або біоптату плеври, за необхідності проводяться магнітно-резонансна томографія або позитрон-емісійна томографія. Для діагностики мезотеліоми очеревини переважно застосовуються комп'ютерна томографія, а також діагностична лапароскопія з гістологічним дослідженням тканин біоптату, для діагностики пухлини може також застосовуватися магнітно-резонансна томографія.

## Лікування
Лікування хворих мезотеліомою є комплексним, і включає в себе хімієтерапію, променеву терапію та оперативне лікування. Основним способом лікування є оперативне лікування, вид операції залежить від локалізації пухлини, її розмірів, наявності метастазів. Променева терапія може застосовуватись як доповнення до оперативного лікування, так і у випадках протипоказів до оперативного лікування. З хімієтерапевтичних препаратів при мезотеліомі найчастіше застосовують доксорубіцин, епірубіцин, препарати платини (цисплатин, карбоплатин), та антиметаболіти (метотрексат, гемцитабін, пеметрексед). Проте. незважаючи на застосування сучасних методів діагностики та лікування, прогноз у більшості випадків мезотеліоми залишається негативним у зв'язку із пізньою діагностикою захворювання, саркоматозного типу пухлини, наявності метастатичного ураження лімфатичних вузлів.